# Смольников, Николай Фёдорович
Никола́й Фёдорович Смо́льников (род. 10 марта 1949, Баку) — советский футболист, нападающий. Мастер спорта (1968).
Всю карьеру провёл в бакинском «Нефтчи», сыграл за команду 338 игр, забил 80 мячей. В 1968 году провёл три товарищеских матча в составе сборной СССР против Мексики, был в заявке на чемпионате Европы 1968 года, но на поле не выходил.